# Гедареф
Гедареф (араб. القضارف‎, англ. Gedarif) — одна из 18 провинций Судана.
- Территория 75 263 км².
- Население 1 348 378 человек (на 2008 год).

Административный центр — город Гедареф.
Провинция на востоке граничит с Эфиопией.

## Административное деление

Административное деление провинции

Провинция делится на 4 округа (дистрикта):
1. Эль-Фав
2. Эль-Гадареф
3. Эр-Рахд
4. Эль-Галабат